# Pino Dordoni
Giuseppe (Pino) Dordoni (Piacenza, 28 juni 1926 – aldaar, 24 oktober 1998) was een Italiaanse atleet, die zich had toegelegd op het snelwandelen. Hij werd olympisch kampioen op de 50km snelwandelen.

## Loopbaan
Dordoni nam deel aan vier Olympische Spelen en won op de 50 km snelwandelen in 1952 olympisch goud in een olympisch record.

## Titels
- Europees kampioen 50 km snelwandelen - 1950
- Olympisch kampioen 50 km snelwandelen - 1952

## Palmares

### 10 km snelwandelen
- 1948 9e OS -

### 20 km snelwandelen
- 1956: 9e OS - 1:35.00
- 1958: 6e EK - 1:36.17

### 50 km snelwandelen
- 1950:  EK - 4:40.42
- 1952:  OS - 4:43.45 OR
- 1954: DNF EK
- 1958: DNF EK
- 1960: 9e OS - 4:18.00

1932: Thomas Green ·
1936: Harold Whitlock ·
1948: John Ljunggren ·
1952: Pino Dordoni ·
1956: Norman Read ·
1960: Don Thompson ·
1964: Abdon Pamich ·
1968: Christoph Höhne ·
1972: Bernd Kannenberg ·
1980: Hartwig Gauder ·
1984: Raúl González ·
1988: Vjatsjeslav Ivanenko ·
1992: Andrej Perlov ·
1996: Robert Korzeniowski ·
2000: Robert Korzeniowski ·
2004: Robert Korzeniowski ·
2008: Alex Schwazer ·
2012: Jared Tallent ·
2016: Matej Tóth ·
2020: Dawid Tomala
- World Athletics: 14553524